# Nyköping (gemeente)
Nyköping is een Zweedse gemeente in Södermanland. De gemeente behoort tot de provincie Södermanlands län. Ze heeft een totale oppervlakte van 2077,7 km² en telde 49.816 inwoners in 2005.
In deze gemeente ligt de luchthaven Stockholm-Skavsta.

## Plaatsen
- Nyköping (stad)
- Arnö
- Stigtomta
- Svalsta (Nyköping)
- Nävekvarn
- Tystberga
- Bergshammar
- Vrena
- Jönåker
- Sjösa
- Enstaberga
- Ålberga
- Runtuna
- Skeppsvik
- Stavsjö
- Buskhyttan
- Granlund en Kvarnsjön
- Aspa
- Edstorp
- Fyrby
- Uttervik (noordelijk deel)
- Berghag